# Caninus (banda)
Caninus fue una banda estadounidense de grindcore formada como proyecto musical paralelo por el guitarrista de Most Precious Blood, Justin Brannan; Rachel Rosen; el baterista Colin Thundercurry y dos pitbull terriers hembra, Budgie y Basil.

## Historia de la banda
Firmaron con War Torn Records y tuvieron tres lanzamientos, incluido un álbum split con Hatebeak y un álbum split de 7" con la banda de death metal Cattle Decapitation. En 2008, Richard Christy tocó la batería en un número indeterminado de canciones de Caninus.
El 5 de enero de 2011 murió Basil, uno de los pitbulls de Caninus. A Basil le habían diagnosticado un tumor cerebral y fue sacrificado. La banda terminó debido a la muerte del perro. El vocalista Budgie también murió a principios de 2016.

## Concepto
Las bandas de grindcore tienen un sonido que se asemeja a lo bestial y animal, por lo que Caninus utilizó directamente animales. Como señala un artículo de Vice: "La banda de grindcore de Nueva York ha grabado tres álbumes con perros cantantes porque el ladrido de un pitbull es más brutal que cualquier cosa que un humano insignificante pueda producir." 
Los integrantes humanos aparecían con pasamontañas, ocultando sus caras, para incrementar el misterio.
Por otro lado, los integrantes humanos eran vegetarianos, y habían rescatado a Budgie y Basil (los pitbull) de una perrera que iba a sacrificarlos si no eran adoptados. Después del fin de la banda, sus integrates siguieron en el activismo por la adopción de animales abandonados.

## Miembros pasados
- Basil - voz
- Budgie - voz
- Buddy Bronson – bajo
- Justin Brannan – guitarra
- Rachel Rosen – guitarra
- Richard Christy - batería
- Blast Thundercurry (Colin Kercz) - batería
- Rocky Raccoon - batería
- Thunder Hammer Attack - batería
- L. Ron Howard - batería

## Discografía
- Now the Animals Have a Voice, álbum (2004)
- Caninus/Hatebeak, álbum split (2005)
- Cattle Decapitation/Caninus, álbum split (2005)